# AO Cassiopeiae
AO Cassiopeiae (AO Cas / HD 1337 / HR 65 / HIP 1415) es una estrella binaria eclipsante en la constelación de Casiopea de magnitud aparente +6,10. Conocida también como Estrella de Pearce, se encuentra a unos 7000 años luz de distancia del sistema solar.
AO Cassiopeiae es un sistema estelar doble, notable en varios aspectos. En primer lugar, es uno de los sistemas más masivos y luminosos que se conocen. Las dos componentes son estrellas masivas del poco frecuente tipo espectral O, azules y muy calientes. La mayor de ellas tiene una masa 32 veces mayor que la masa solar, un radio 23 veces más grande que el radio solar y una luminosidad aproximada de 300.000 soles. La segunda componente, algo más pequeña, tiene una masa de 30 masas solares y un radio 15 veces más grande que el del Sol.
En segundo lugar, las dos estrellas están muy próximas entre sí, completando una órbita alrededor del centro de masas común en sólo 3,5 días. La distancia es tan pequeña que están muy distorsionadas y sus superficies prácticamente se tocan, existiendo intercambio de materia entre ambas. Su separación es del orden de 2,5 - 3 veces el radio de la estrella mayor.
Cuando una de las estrellas comience a expandirse hacia una supergigante roja, la otra estrella engullirá su capa exterior.